# Eiga Doraemon: Shin Nobita to tetsujin heidan ~Habatake tenshi-tachi~
Eiga Doraemon: Shin Nobita to tetsujin heidan ~Habatake tenshi-tachi~ (映画ドラえもん 新・のび太と鉄人兵団 ～はばたけ 天使たち～?, Doraemon - Shin Nobita to tetsujin heidan ~Habatake tenshi-tachi~, lett. Doraemon - Nobita e le truppe d'acciaio ~Volate angeli~) è un film d'animazione del 2011 diretto da Yukiyo Teramoto.
Pellicola giapponese per bambini (kodomo), è il trentunesimo film tratto dalla serie Doraemon di Fujiko Fujio.

## Trama
In una galassia lontana, una società robot progetta di invadere la Terra e rendere gli esseri umani loro schiavi. Una robot di nome Riruru viene mandata in missione come esploratrice per poter poi agire. Fortunatamente per il genere umano, Nobita, accidentalmente, interrompe questa missione di ricognizione. Nobita e i suoi amici dovranno quindi affrontare in qualche modo un intero esercito di soldati d'acciaio e fermare l'offensiva meccanizzata.

## Colonna sonora

### Sigle
| Giappone | Giappone                                          | Giappone                  | Giappone |
| Tipo     | Titolo                                            | Cantante                  |          |
| -------- | ------------------------------------------------- | ------------------------- | -------- |
| Opening  | Yume o kanaete Doraemon (夢をかなえてドラえもん?) | mao, Himawari Kids (coro) |          |
| Ending   | Tomodachi no uta (友達の唄?)                      | BUMP OF CHICKEN           |          |

## Distribuzione
Il film è stato proiettato per la prima volta nelle sale cinematografiche giapponesi il 5 marzo 2011, in versione normale ed in versione IMAX 3D.
Si tratta del remake del film del 1986 Doraemon: Nobita to tetsujin heidan.